# Pinanga jambusana
Pinanga jambusana är en enhjärtbladig växtart som beskrevs av Chong Keat Lim. Pinanga jambusana ingår i släktet Pinanga och familjen Arecaceae. Inga underarter finns listade i Catalogue of Life.